# Chinecherem Nnamdi
Chinecherem Nnamdi (12 de julio de 2002) es un deportista de Nigeria que compite en atletismo. Ganó una medalla de bronce en el Campeonato Mundial de Atletismo Sub-20 de 2021, en la prueba de lanzamiento de jabalina.